# Ikot Ekpene
Ikot Ekpene is een historische stad in de meest zuidelijke zone van Nigeria, gelegen in de dichtbevolkte staat Akwa Ibom. De stad telt ongeveer 225.000 inwoners. De stad heeft als bijnaam The Raffia City en wordt ook wel kortweg met IK aangeduid
Het is de politieke en culturele hoofdstad van de Annang in Nigeria. De stad ligt aan een snelweg die evenwijdig loopt met de kust, tussen Calabar in het zuidoosten en Aba in het westen, waaraan de hoofdstad van de bondsstaat Uyo ligt.
De Sint-Annakathedraal in de stad is sinds 1963 de zetel van een rooms-katholiek bisdom.